# Isogomphodon oxyrhynchus
Lo squalo dal muso a stiletto (Isogomphodon oxyrhynchus (J. P. Müller & Henle, 1839)), unico rappresentante del genere Isogomphodon Gill, 1862, è uno squalo appartenente alla famiglia Carcharhinidae. Vive in acque tropicali poco profonde al largo del Sudamerica nordorientale da Trinidad fino al Brasile settentrionale. In particolare predilige ambienti fangosi come le foreste di mangrovie, gli estuari e foci, anche se è intollerante all'acqua dolce. Le dimensioni di questi squali sono relativamente piccole, con lunghezze massime di circa 1,5 metri. Il muso allungato, appiattito ed appuntito, gli occhi minuscoli e le pinne pettorali grandi e a forma di remo rendono la specie inconfondibile.
Questi animali predano piccoli pesci che si muovono in banco. La riproduzione è vivipara, le femmine mettono al mondo da due a otto avannotti ogni due anni durante la stagione delle piogge. Il ciclo riproduttivo può anche essere spostato in risposta a modifiche ambientali. Innocui per l'uomo, questi squali sono catturati per motivi di alimentazione o incidentalmente insieme ad altre prede. A causa della diffusione molto ridotta e dei lenti tassi di riproduzione, l'International Union for Conservation of Nature osservanto il rapido declino della popolazione negli ultimi anni ha classificato la specie come in pericolo critico.

## Tassonomia

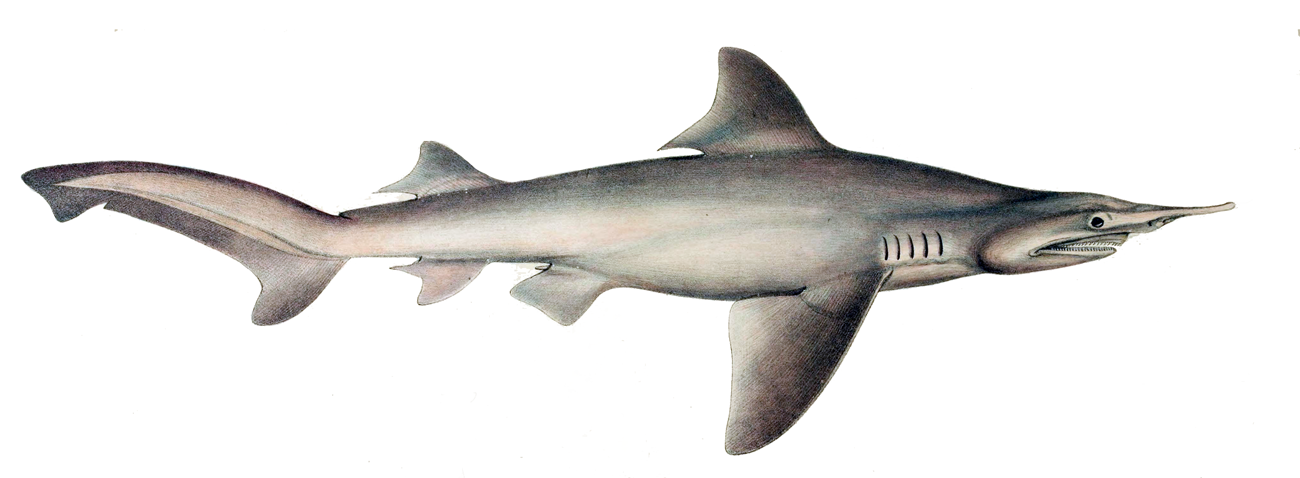
L'illustrazione che ha accompagnato la prima descrizione di Müller ed Henle.

La prima descrizione ufficiale della specie, a cui fu dato il nome di Carcharias oxyrhynchus, fu pubblicata dai biologi tedeschi Johannes Peter Müller e Friedrich Gustav Jakob Henle nel loro lavoro del 1839 Systematische Beschreibung der Plagiostomen. L'epiteto oxyrhynchus, deriva dal Greco Antico oxys ("punta" o "appuntito") e rhynchos ("naso"). Nel 1862, l'ittiologo americano Theodore Gill ha coniato il genere Isogomphodon per questa specie, dal Greco isos ("eguale"), gomphos ("narici"), e odous ("dente"). In seguito tuttavia, Isogomphodon fu relegato a sinonimo di Carcharhinus, finché non fu reintrodotto dall'esperto di squali Stewart Springer nel 1950. In ogni caso, nonostante la riconosciuta validità tassonomica, il genere Isogomphodon, così come i generi Nasolamia e Prionace, sono molto somiglianti al genere Carcharhinus. Si conosce un altro membro del genere Isogomphodon, ormai estinto: l'Isogomphodon acuarius, risalente al Medio Eocene (45 milioni di anni fa)

## Distribuzione e habitat
Questa specie si trova lungo le coste nordorientali del Sudamerica, al largo di Trinidad, Guyana, Suriname, Guyana francese e del Brasile settentrionale. stato avvistato anche in luoghi più a Sud, come Valença, nello stato brasiliano di Bahia, anche se i pescatori del luogo sembrano non conoscerlo e le ricerche legate alla pesca non lo citano.
Abitano acque costiere a profondità variabili tra i 4 ed i 40 metri, preferiscono acque torbide. Le femmine tendono a vivere in acque più profonde rispetto ai maschi. L'areale comprende la piattaforma continentale in zone a clima umido e tropicale, aree ricoperte da mangrovie e dove sfociano numerosi grandi fiumi incluso il Rio delle Amazzoni. In queste acque la salinità varia tra 20 e 34 ppt e l'altezza delle onde di marea può raggiungere i 7 metri. Capita spesso di avvistarli in corrispondenza dei fondali poco profondi e fangosi degli estuari. Sembrano infatti intoleranti a salinità eccessive, e migrano verso la costa durante la stagione secca (da giugno a novembre), riportandosi al largo in quella umida. Le migrazioni non sono in genere relative a lunghe distanze.

## Aspetto

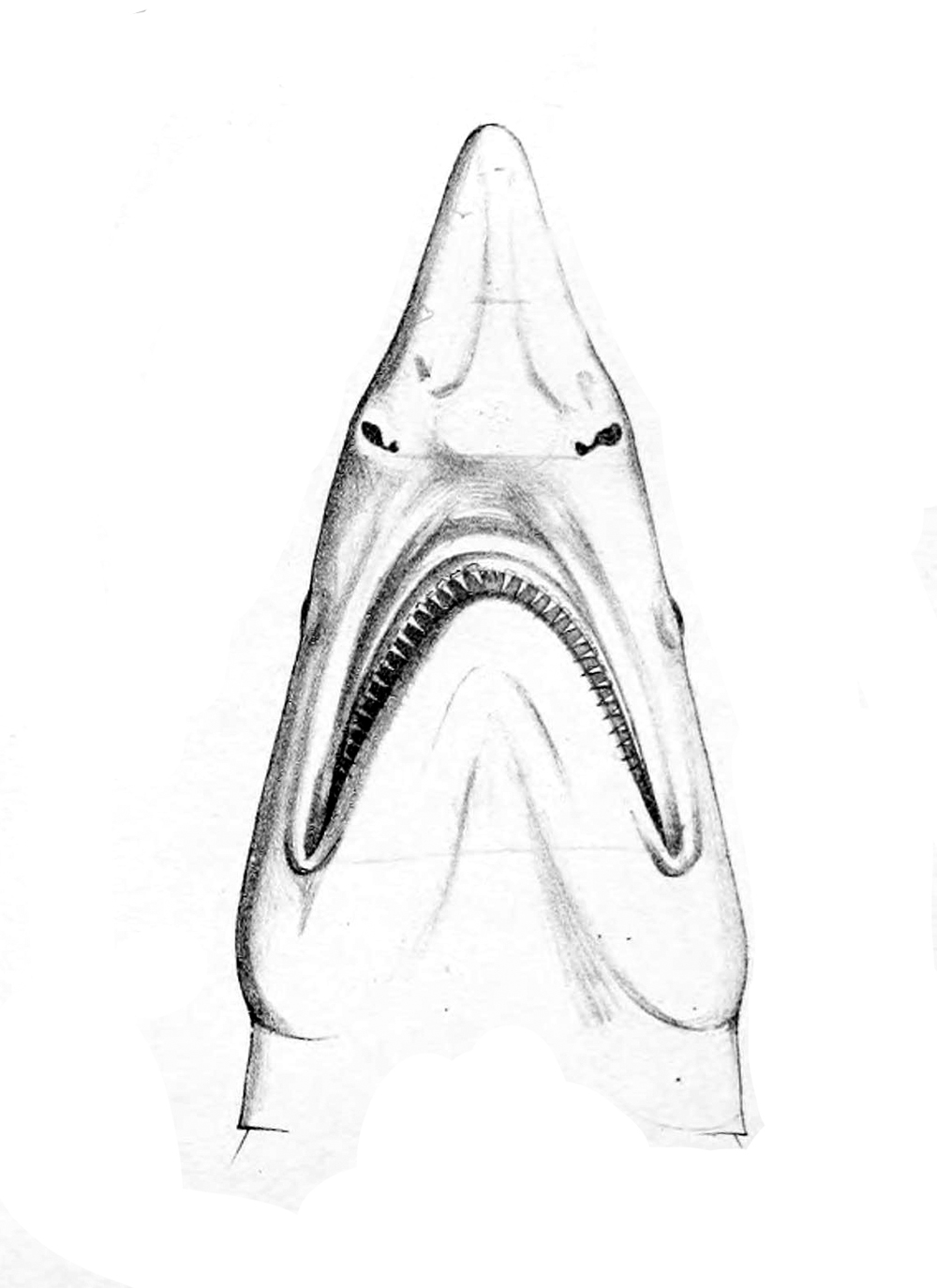
Veduta ventrale della testa.

Il muso è allungato ed appiattito, appuntito e dall'alto ha un profilo triangolare molto accentuato. Gli occhi sono di forma circolare e di dimensioni minute, dotati di membrane nittitanti. Le narici sono piccole e dotate di lembi di pelle protettivi. Sia la mascella superiore che quella inferiore sono dotate di solchi profondi agli angoli. La mascella superiore è dotata di 49-60 file di denti, quella inferiore di 49-56 file. Ogni dente ha un'unica cuspide centrale. I denti superiori sono leggermente più larghi ed appiattiti di quelli inferiori con bordi serrati tra loro.
Il corpo è robusto, con pinne pettorali ampie a forma di remo che spuntano proprio al di sotto della quinta fessura branchiale. La prima pinna dorsale si trova al di sopra del bordo posteriore della base delle succitate pinne pettorali. La seconda dorsale è grande circa la metà della prima e si trova al di sopra della pinna anale. Quest'ultima è più piccola della seconda dorsale e presenta una tacca profonda sul margine posteriore. La pinna caudale ha un lobo ventrale ben sviluppato, ed è preceduta da una tacca profonda sulla parte superiore del peduncolo caudale.
Il colore della pelle è grigiastro sul dorso, a volte con sfumature giallastre o brunate, e più chiaro sul ventre.
I maschi raggiungono lunghezze di circa 1,4 metri, le femmine di 1,6 metri. Sono stati trovati anche esemplari di 2-2,4 metri. La maggiore massa corporea mai rinvenuta è di 13 kg.

## Biologia

### Comportamento

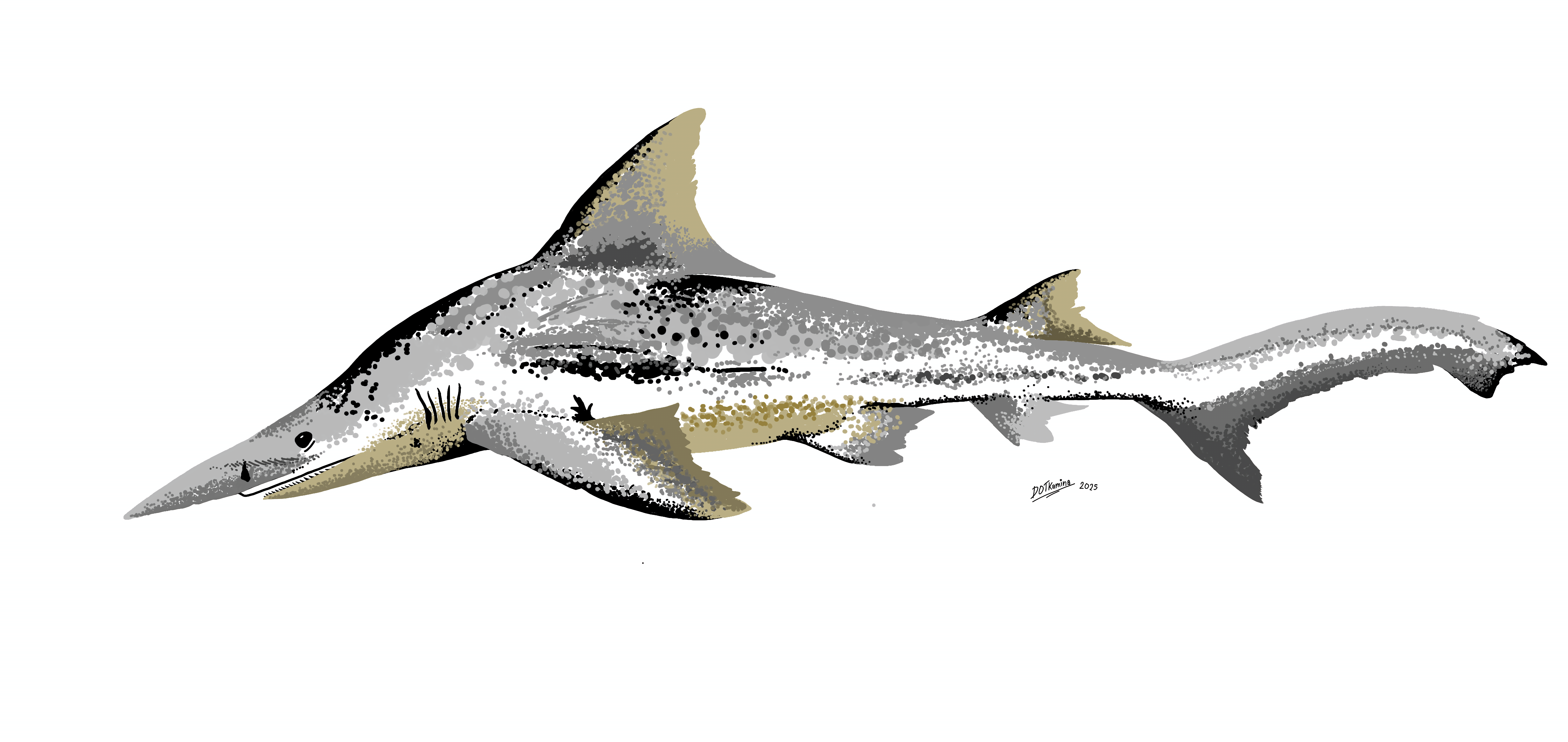
Illustrazione artistica di Isogomphodon oxyrhynchus.

Nel loro habitat, gli squali dominanti sono i Carcharhinus porosus e lo Sphyrna tiburo. Il muso allungato e gli occhi minuscoli sono adattamenti evolutivi che insieme al particolare sviluppo dell'elettroricezione rispetto alla vista sono dovuti al particolare habitat in ci vive l'Isogomphodon oxyrhynchus, caratterizzato da fondali fangosi che lo squalo deve sondare ed esplorare. La superficie del muso è simile a quelle di altri squali come il Mitsukurina owstoni e quelli del genere Apristurus, o delle Rhinochimaeridae, tutti pesci che vivono in acque profonde. Le mascella allungate e dotate di numerosi piccoli denti sono particolarmente adatti a catturare i piccoli pesci che si muovono in banco e che costituiscono la quasi totalità della loro dieta. In particolare sono sicuramente predate aringhe, sardine, pesce gatto e scienidi.

### Riproduzione
Questo squalo è una specie vivipara. Quando l'embrione esaurisce la riserva di tuorlo, il sacco vitellino diventa placenta e l'avannotto continua la sua crescita. La femmina dà alla luce da 2 a 8 avannotti ogni 2 anni, dopo una gestazione lunga circa un anno. Le dimensioni della femmina non sono proporzionali a quelle della cucciolata. Sia l'accoppiamento che il parto quindi avvengono nel periodo di circa sei mesi che corrisponde a grandi linee alla stagione delle piogge. In ogni caso la specie può reagire a variazioni delle condizioni ambientali traslando il ciclo riproduttivo di circa 4 mesi. Le femmine partoriscono in acque poco profonde, un'importante area nido è quella al largo dello stato brasiliano di Maranhão.
I nuovi nati misurano tra 38 e 43 cm in lunghezza. Il maschio matura all'età di 5-6 anni alla lunghezza di circa 103 cm in media, la femmina all'età di 6-7 anni e 115 cm di lunghezza. I maschi vivono all'incirca fino all'età di 7 anni, le femmine fino a 12, con picchi registrati relativi ad un maschio di 12 ed una femmina di 20 anni rispettivamente.

## Interazioni con l'uomo
Le dimensioni degli Isogomphodon oxyrhynchus, ed in particolare quelle dei loro denti, fanno sì che essi rappresentino un pericolo veramente modesto per l'uomo. Viceversa, la specie è pescata per motivi di sussistenza a Trinidad, nella Guyana, in Suriname, nella Guyana francese. Nella stagione secca, la specie viene anche catturata incidentalmente nel nord del Brasile tra le reti da posta preparate per gli Scomberomorus brasiliensis ed i Cynoscion acoupa, costituendo addirittura il 10% del pescato. Questi squali si trovano spesso nei mercati, ma non sono considerati cibo pregiato. L'International Union for Conservation of Nature (IUCN) ha stabilito che la specie è a rischio critico, ha una distribuzione molto limitata e la pesca eccessiva è molto pericolosa per via dei tassi di riproduzione molto ridotti. Negli ultimi 10 anni il loro numero in Brasile si è ridotto del 90%, e qualcosa di simile è avvenuto anche nelle altre parti dell'areale a causa di una pesca sempre più intensiva. L'IUCN ha inoltre indicato come urgenti l'introduzione di piani di conservazione e di monitoraggio della pesca di questi animali.